# Pampa rufa
Pampa rufa là một loài chim trong họ Trochilidae.